# Jade Picon
Jade Picon Froes (São Paulo, 24 de setembro de 2001), é uma influenciadora digital, atriz, modelo e empresária brasileira.  Em 2022, participou da vigésima segunda edição do Big Brother Brasil, e também é conhecida pela telenovela Travessia, onde interpretou Chiara. Em 2025, fez parte do elenco principal do longa-metragem Cinco Júlias.

## Biografia e carreira

### 2001–2022: Carreira de modelo e trabalhos na internet
Jade Picon nasceu na cidade de São Paulo em 24 de setembro de 2001, filha mais nova de Carlos Picon, empresário, e Monica Santini Froes, engenheira agrônoma. Descendente de galegos por parte do pai, possui cidadania espanhola. Seu irmão mais velho, Léo Picon, é influenciador digital. Jade começou a trabalhar como modelo fotográfica ainda quando bebê, dedicando-se a tal carreira até os seus 7 anos. Após isso, fez aparições em vídeos e transmissões ao vivo feitas por seu irmão no Orkut e YouTube, ao qual obtinham bastante repercussão. Isso favoreceu a carreira de Picon, que aos 13 anos já possuía sua independência financeira, e ao decorrer dos anos, havia também conquistado milhões de seguidores em redes sociais como Instagram e Snapchat. Em 2016, criou seu canal no YouTube, que atualmente já acumula mais de 2 milhões de inscritos. Em 2019, lançou sua própria marca de roupas, a Jade² (também conhecida como JadeJade).

### 2022–presente:Big Brother Brasil,TravessiaeCinco Júlias
Em 2022, foi escolhida para a vigésima segunda temporada do Big Brother Brasil. Uma das participantes do grupo "Camarote", que reúne famosos (já conhecidos na mídia e pelo público) convidados diretamente pela equipe do programa. Ela foi a 7.ª eliminada com 84,93% dos votos em um paredão contra o ator e cantor Arthur Aguiar e a bióloga e professora Jessilane, terminando em 14º lugar. Posteriormente, fez sua estreia como atriz após ser escalada como Chiara Guerra na telenovela Travessia, da TV Globo. Houve críticas em torno de sua escalação, ao qual resenhistas afirmaram que a mesma não tinha DRT ou experiência na área de atuação. Porém, na reta final da trama, a atuação da atriz foi elogiada ao ser evoluir ao decorrer da obra.
A atriz volta ao horário nobre da TV Globo na telenovela Mania de Você, em uma participação especial como ela mesma. Na sequência, Jade faz uma ação publicitária de uma marca na qual é embaixadora.
Em setembro de 2024, Jade Picon expandiu sua trajetória no mercado empresarial ao anunciar a Aura Beauty, sua mais nova marca de produtos de beleza. A linha estreante incluiu diversos produtos corporais, entre colônias e hidratantes, distribuídos em três fragrâncias distintas.
Em fevereiro de 2025, a marca de body care venceu o Prêmio Glamour de Beleza na categoria Perfumaria. A fragrância do produto premiado foi criada em parceria com a renomada frabricante suíça Givaudan, considerada a maior casa de perfumaria do mundo e responsável pelo lançamento da marca em Paris.
Recentemente, Jade Picon foi confirmada no elenco principal do longa-metragem Cinco Júlias, interpretando Júlia 2. O filme chegará aos cinemas brasileiros no segundo semestre de 2025.

## Vida pessoal
Jade Picon viveu um relacionamento amoroso com o ator e cantor João Guilherme entre 2018 e 2021. Em 2022, teve um breve envolvimento durante o Big Brother Brasil 22, com o participante Paulo André.
A atriz revelou que adota uma dieta praticamente vegetariana, porém consome peixes e frutos do mar. Além disso, mostra uma intensa rotina de exercícios físicos nas redes sociais, alinhada com seus hábitos saudáveis. Musculação, boxe e futevôlei são alguns dos esportes preferidos da artista.

## Filmografia

### Televisão
| Ano       | Título             | Papel/função  | Notas                    | Ref.          |
| --------- | ------------------ | ------------- | ------------------------ | ------------- |
| 2022      | Big Brother Brasil | Ela Mesma     | Participante (14° Lugar) | [ 48 ] [ 23 ] |
| 2022–2023 | Travessia          | Chiara Guerra |                          | [ 49 ] [ 50 ] |
| 2024      | Mania de Você      | Ela Mesma     | Participação Especial    | [ 51 ]        |

### Cinema
| Ano  | Título       | Papel/função | Notas | Ref.   |
| ---- | ------------ | ------------ | ----- | ------ |
| 2025 | Cinco Júlias | Júlia 2      |       | [ 52 ] |

## Prêmios e indicações
| Prêmio                  | Ano  | Categoria                         | Resultado | Ref.          |
| ----------------------- | ---- | --------------------------------- | --------- | ------------- |
| Meus Prêmios Nick       | 2018 | Gata Trendy                       | Indicada  |               |
| Meus Prêmios Nick       | 2018 | Instagram Favorito                | Indicada  |               |
| Capricho Awards         | 2020 | Melhor Casal (com João Guilherme) | Indicada  | [ 53 ]        |
| Capricho Awards         | 2020 | Moda e Beleza                     | Venceu    | [ 53 ]        |
| Meus Prêmios Nick       | 2020 | Ship do Ano (com João Guilherme)  | Venceu    | [ 54 ]        |
| MTV Millennial Awards   | 2022 | Dupla de Milhões (com Léo Picon)  | Indicada  | [ 55 ]        |
| People's Choice Awards  | 2022 | Influenciador do Ano              | Indicada  | [ 56 ]        |
| Prêmio iBest            | 2022 | Influenciador São Paulo           | 7º lugar  | [ 57 ]        |
| Prêmio Jovem Brasileiro | 2022 | Influencer Fitness                | Indicada  | [ 58 ]        |
| Prêmio Jovem Brasileiro | 2022 | Melhor Participante de Reality    | Indicada  | [ 58 ]        |
| Prêmio Jovem Brasileiro | 2022 | O Jovem Mais Estiloso do Brasil   | Indicada  | [ 58 ]        |
| Prêmio Jovem Brasileiro | 2022 | Rainha do Insta                   | Indicada  | [ 58 ]        |
| Prêmio RedeBBB          | 2022 | Ship de Milhões (com Paulo André) | Venceu    | [ 59 ]        |
| Prêmio Geração Glamour  | 2022 | Ascensão Meteórica                | Venceu    | [ 60 ]        |
| SEC Awards              | 2022 | Estrela em Reality Show           | Indicada  | [ 61 ] [ 62 ] |
| SEC Awards              | 2022 | Influencer do Ano                 | Venceu    | [ 61 ] [ 62 ] |
| Prêmio iBest            | 2023 | Influenciador Protagonista        | Indicada  | [ 63 ]        |
| Prêmio Jovem Brasileiro | 2023 | Influenciador Fitness             | Venceu    |               |
| TikTok Awards           | 2023 | Estrela TikTok                    | Venceu    |               |